# Avella (Pensilvania)
Avella es un lugar designado por el censo ubicado en el condado de Washington en el estado estadounidense de Pensilvania. En el año 2010 tenía una población de 804 habitantes.

## Geografía
Avella se encuentra ubicado en las coordenadas 40°16′25″N 80°28′2″O / 40.27361, -80.46722.